# Bojary (rejon kamieniecki)
Bojary (biał. Баяры, Bajary) – wieś na Białorusi, w rejonie kamienieckim obwodu brzeskiego. Miejscowość wchodzi w skład sielsowietu Rzeczyca.
W 1899 roku miejscowość należała do prawosławnej parafii pw. Zaśnięcia Najświętszej Maryi Panny w Rzeczycy.